# Greg Ostertag
Gregory Donovan Ostertag, detto Greg (Dallas, 6 marzo 1973), è un ex cestista statunitense, professionista nella NBA.

## Carriera
Gli Utah Jazz ingaggiarono Ostertag tramite la ventottesima scelta del primo giro del Draft NBA del 1995, sperando di colmare al meglio il vuoto lasciato da Mark Eaton, ritirato qualche stagione prima. Durante la sua seconda stagione mise in mostra le sue capacità da centro. Ai play-off del 1997 e del 1998, anni in cui i Jazz raggiunsero le NBA Finals, Ostertag fu molto importante in difesa: mise in grande difficoltà giocatori come Hakeem Olajuwon, David Robinson, Tim Duncan, e Shaquille O'Neal.
Successivamente, firmò per 6 anni a 39 milioni di dollari. Dovette però affrontare vari problemi fisici e molte critiche da parte dei tifosi, che non apprezzavano la sua scarsa abilità offensiva.
Ciononostante, nel corso della sua carriera fu un abile difensore e uno dei migliori stoppatori della Lega (nel 2000 e nel 2002, infatti, fu il giocatore con la più alta percentuale di tiri stoppati).
Dopo la scadenza del suo contratto nel 2004, Ostertag firmò per i Sacramento Kings dopo aver trascorso nove anni giocando per i Jazz. Qui restò per un anno, per poi tornare a Salt Lake City tramite la “mega-trade” che coinvolse 5 squadre e 13 giocatori (la più grande della storia). Giocò la sua ultima partita (che fu anche l’ultima della regular season di quella stagione) il 19 aprile 2006, in casa contro i Golden State Warriors. Restò in campo per 3 minuti e 36 secondi, tutti nel primo quarto. I Jazz vinsero quella partita concludendo la stagione con un record di 41-41: grazie a questo risultato, si può affermare che Ostertag non ha mai giocato in squadre con record negativo nel corso della sua carriera.
Nel dicembre del 2011, dopo 5 anni di inattività, è tornato brevemente in campo nella NBA D-League con i Texas Legends. Dopo aver giocato 10 partite, però, dovette smettere a causa di un infortunio al ginocchio.

## Statistiche

### College
| Anno      | Squadra         | PG  | PT | MP   | TC%  | 3P% | TL%  | RP  | AP  | PRP | SP  | PP   |
| --------- | --------------- | --- | -- | ---- | ---- | --- | ---- | --- | --- | --- | --- | ---- |
| 1991-1992 | Kansas Jayhawks | 32  | 1  | 9,7  | 54,5 | 0,0 | 65,3 | 3,5 | 0,2 | 0,2 | 1,1 | 4,8  |
| 1992-1993 | Kansas Jayhawks | 29  | 1  | 13,4 | 51,7 | -   | 60,0 | 4,1 | 0,4 | 0,3 | 1,2 | 5,3  |
| 1993-1994 | Kansas Jayhawks | 35  | 34 | 21,1 | 53,3 | 0,0 | 63,1 | 8,8 | 0,3 | 0,4 | 2,8 | 10,3 |
| 1994-1995 | Kansas Jayhawks | 31  | 28 | 19,5 | 59,6 | -   | 55,3 | 7,5 | 0,4 | 0,4 | 2,9 | 9,6  |
| Carriera  | Carriera        | 127 | 64 | 16,1 | 55,0 | 0,0 | 60,4 | 6,1 | 0,3 | 0,3 | 2,0 | 7,6  |

### NBA

#### Regular Season
| Anno      | Squadra          | PG  | PT  | MP   | TC%  | 3P%  | TL%  | RP  | AP  | PRP | SP  | PP  |
| --------- | ---------------- | --- | --- | ---- | ---- | ---- | ---- | --- | --- | --- | --- | --- |
| 1995-1996 | Utah Jazz        | 57  | 10  | 11,6 | 47,3 | -    | 66,7 | 3,1 | 0,1 | 0,1 | 1,1 | 3,6 |
| 1996-1997 | Utah Jazz        | 77  | 70  | 23,6 | 51,5 | 0,0  | 67,8 | 7,3 | 0,4 | 0,3 | 2,0 | 7,3 |
| 1997-1998 | Utah Jazz        | 63  | 23  | 20,4 | 48,1 | -    | 47,9 | 5,9 | 0,4 | 0,4 | 2,1 | 4,7 |
| 1998-1999 | Utah Jazz        | 48  | 48  | 27,9 | 47,6 | -    | 62,0 | 7,3 | 0,5 | 0,3 | 2,7 | 5,7 |
| 1999-2000 | Utah Jazz        | 81  | 3   | 19,8 | 46,4 | 0,0  | 63,6 | 6,0 | 0,2 | 0,2 | 2,1 | 4,5 |
| 2000-2001 | Utah Jazz        | 81  | 3   | 18,4 | 49,5 | 50,0 | 55,6 | 5,1 | 0,3 | 0,3 | 1,8 | 4,5 |
| 2001-2002 | Utah Jazz        | 74  | 14  | 15,0 | 45,3 | -    | 48,5 | 4,2 | 0,7 | 0,2 | 1,5 | 3,3 |
| 2002-2003 | Utah Jazz        | 81  | 74  | 23,8 | 51,8 | -    | 51,0 | 6,2 | 0,7 | 0,2 | 1,8 | 5,4 |
| 2003-2004 | Utah Jazz        | 78  | 51  | 27,6 | 47,6 | 0,0  | 57,9 | 7,4 | 1,6 | 0,4 | 1,8 | 6,8 |
| 2004-2005 | Sacramento Kings | 56  | 3   | 9,9  | 44,0 | 0,0  | 34,2 | 3,0 | 0,7 | 0,1 | 0,7 | 1,6 |
| 2005-2006 | Utah Jazz        | 60  | 22  | 13,5 | 49,2 | -    | 50,0 | 3,8 | 1,0 | 0,1 | 1,1 | 2,4 |
| Carriera  | Carriera         | 756 | 321 | 19,5 | 48,6 | 10,0 | 56,9 | 5,5 | 0,6 | 0,3 | 1,7 | 4,6 |

#### Playoffs
| Anno     | Squadra          | PG | PT | MP   | TC%  | 3P% | TL%  | RP  | AP  | PRP | SP  | PP  |
| -------- | ---------------- | -- | -- | ---- | ---- | --- | ---- | --- | --- | --- | --- | --- |
| 1996     | Utah Jazz        | 15 | 0  | 14,1 | 44,4 | -   | 61,9 | 3,3 | 0,1 | 0,1 | 1,4 | 3,5 |
| 1997     | Utah Jazz        | 20 | 20 | 23,0 | 41,0 | -   | 74,3 | 6,9 | 0,3 | 0,5 | 2,4 | 4,7 |
| 1998     | Utah Jazz        | 19 | 1  | 17,7 | 56,5 | -   | 48,0 | 4,3 | 0,3 | 0,4 | 1,9 | 3,4 |
| 1999     | Utah Jazz        | 11 | 11 | 23,7 | 37,1 | -   | 64,3 | 5,9 | 0,5 | 0,2 | 2,2 | 4,0 |
| 2000     | Utah Jazz        | 8  | 0  | 21,5 | 52,6 | -   | 45,5 | 5,6 | 0,3 | 0,3 | 2,1 | 3,8 |
| 2001     | Utah Jazz        | 5  | 0  | 12,8 | 36,4 | -   | 0,0  | 3,6 | 0,2 | 0,0 | 0,4 | 1,6 |
| 2002     | Utah Jazz        | 4  | 0  | 21,8 | 61,9 | -   | 10,0 | 8,5 | 0,5 | 0,5 | 1,5 | 6,8 |
| 2003     | Utah Jazz        | 5  | 5  | 30,2 | 44,4 | -   | 73,7 | 8,6 | 1,6 | 0,6 | 1,8 | 9,2 |
| 2005     | Sacramento Kings | 2  | 0  | 13,0 | 100  | -   | -    | 4,5 | 0,0 | 0,5 | 1,0 | 3,0 |
| Carriera | Carriera         | 89 | 37 | 19,9 | 46,5 | -   | 57,3 | 5,4 | 0,3 | 0,3 | 1,9 | 4,2 |